# Графіка у відеоіграх
Протягом усієї історії відеоігор для відображення вмісту відеоігор використовували різноманітні методи комп'ютерної графіки. Переважання певних методів змінювалося з часом, насамперед через удосконалення обладнання та обмеження, такі як обчислювальна потужність центральних чи графічних процесорів.

## На основі тексту
Деякі з найперших відеоігор були текстовими іграми, в яких замість растрової чи векторної графіки використовували текстові символи. Прикладами є MUD (багатокористувацькі підземелля), де гравці могли читати або переглядати зображення кімнат, об'єктів, інших гравців і дій, що виконуються у віртуальному світі, і roguelike, піджанр рольових відеоігор із багатьма монстрами, предметами та ефектами навколишнього середовища, а також наголосом на рандомізації, можливості повторної гри та перманентної смерті. Деякі з перших текстових ігор розроблено для комп'ютерних систем, які взагалі не мали відеодисплею.
Текстові ігри, як правило простіші в розробці та вимагають менше процесорної потужності, ніж графічні ігри, тому вони були поширеними в 1970—1990-х роках. Проте термінальні емулятори все ще використовуються сьогодні, і люди продовжують грати в MUD і досліджувати інтерактивну фантастику. Багато програмістів-початківців все ще створюють ігри такого типу, щоб ознайомитися з мовою програмування, і навіть сьогодні проводяться конкурси на те, хто зможе швидко (наприклад, за тиждень) закінчити розробку roguelike-гри.

## Векторна графіка

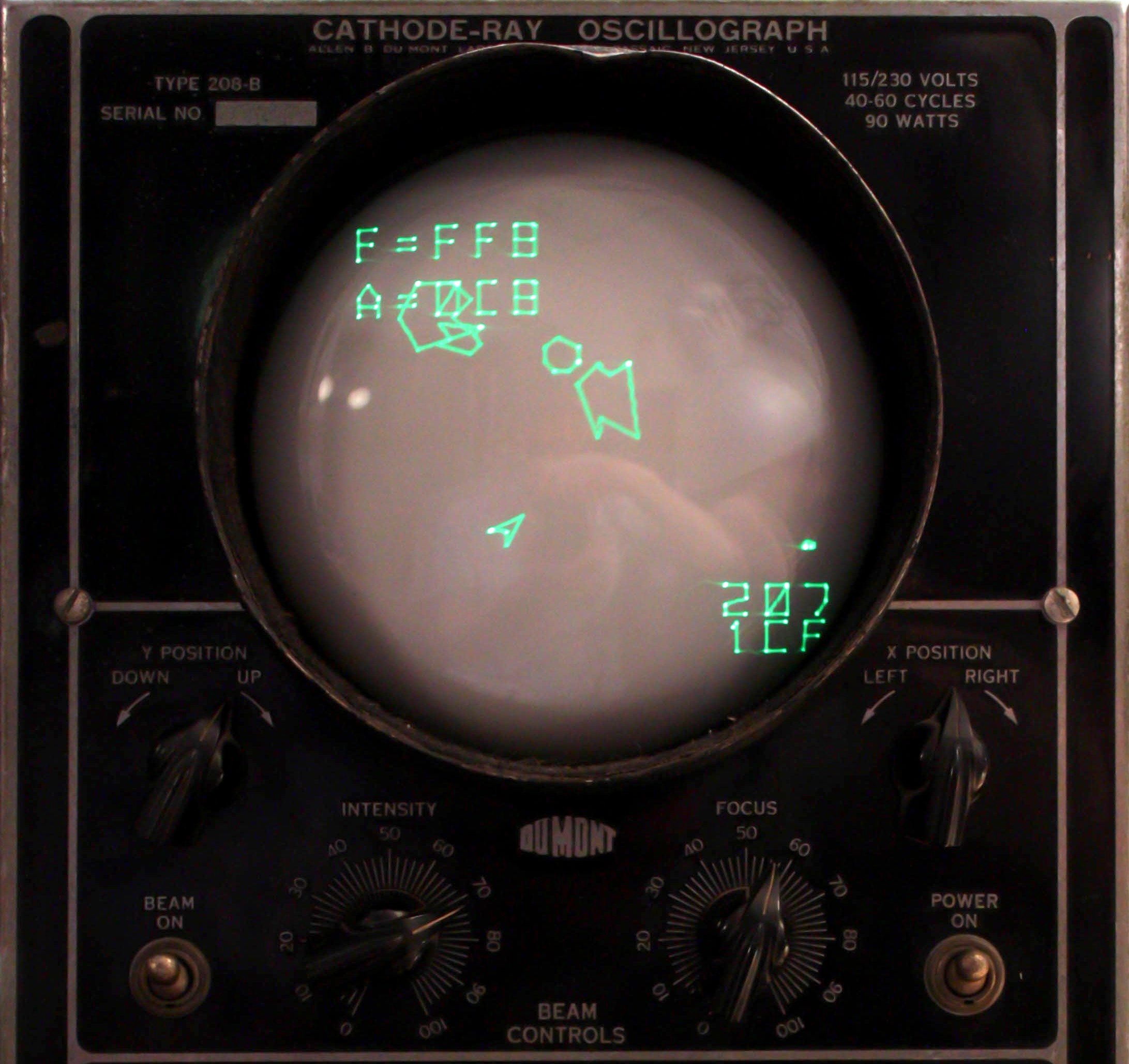

Векторна графіка означає використання для кодування зображень геометричних примітивів, таких як точки, лінії та криві (тобто фігури на основі математичних рівнянь). У відеоіграх цей тип зустрічається порівняно рідко, але з появою Flash і HTML5 Canvas, які підтримують векторну графіку, зросло його поширення в браузерних іграх. Раніший приклад — гра для персональних комп'ютерів Starglider (1986).
Векторними іграми також називають відеоігри, які використовують векторний графічний дисплей, де зображення будується не з пікселів, авимальовується електронним променем, подібно до лазерного шоу. Багато ранніх аркадних ігор використовували такі дисплеї, оскільки вони могли виводити детальніші зображення, ніж доступні на той час растрові дисплеї. Багато векторних аркадних ігор використовували для доповнення монохромних векторних зображень повноколірні накладки. Також ці накладки могли містити детальні зображення статичного ігрового середовища, тоді як рухомі об'єкти малювалися за допомогою векторного променя. Ігри цього типу випускали переважно Atari, Cinematronics і Sega. Прикладами векторних ігор є Asteroids, Armor Attack, Aztarac, Eliminator, Lunar Lander, Space Fury, Space Wars, Star Trek, Tac/Scan, Tempest і Zektor. Домашня консоль Vectrex також використовувала векторний дисплей. Після 1985 року використання векторної графіки суттєво скоротилося через удосконалення технології спрайтів; графіка на основі растеризованих тривимірних многокутників повернулася в аркади і стала настільки популярною, що векторна графіка більше не могла конкурувати.

## Відео повного руху
Відеоігри з повним рухом (Full Motion Video, FMV) — це відеоігри, в яких для зображання ігрового процесу застосовуються попередньо записані відео й анімації телевізійної або кіноякості, а не спрайти, векторні чи тривимірні моделі. Ігри на основі FMV були популярними на початку 1990-х років, коли в домівках з'явилися компакт-диски та лазерні диски, ставши альтернативою картриджам ПЗП малої ємності, застосовуваним у більшості консолей того часу. Хоча ігри на основі FMV справді виглядали краще, ніж багато сучасних їм ігор на основі спрайтів, вони лише зайняли ринкову нішу; і переважна їх більшість зазнала критики, багато геймерів скаржилися на низьку інтерактивність, властиву цим іграм. Як наслідок, формат став загальновідомим провалом у відеоіграх, а після 1995 року популярність ігор FMV суттєво впала через зростання доступності просунутіших консолей.
Цей формат використовували ігри різних типів: схожі на сучасні музичні/танцювальні ігри, де гравець має вчасно натискати кнопки відповідно до інструкцій на екрані; перші рейкові шутери, такі як Tomcat Alley, Surgical Strike і Sewer Shark; деякі інтерактивні пригодницькі ігри, такі як The Beast Within: A Gabriel Knight Mystery і Phantasmagoria.

## 2D
Ігри, побудовані в паралельній проекції, зазвичай використовують двовимірну растрову графіку, що дозволяє розробникам ефективно створювати великі, складні ігрові світи з відносно малою кількістю художніх ресурсів, розділяючи зображення на спрайти або тайли та повторно використовуючи їх. (хоча в деяких іграх поєднуються різні техніки).

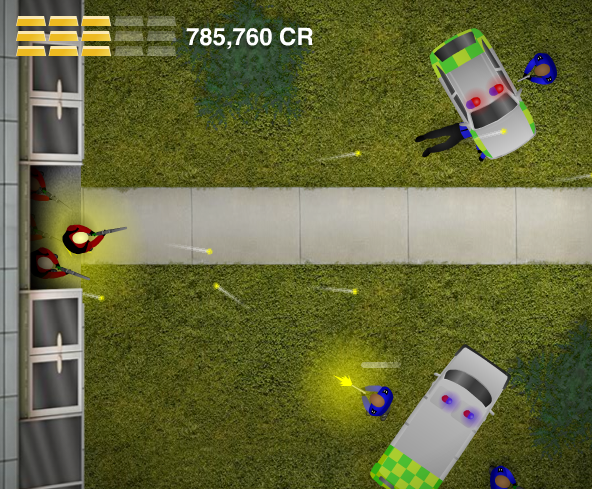
Приклад типової гри з виглядом зверху вниз і від третьої особи, The Heist 2

### Перспектива зверху вниз
Перспектива зверху вниз, яку також іноді називають виглядом з висоти пташиного польоту або виглядом з вертольота, в контексті відеоігор означає нахил камери, яка показує гравців і ділянки навколо них зверху . Застосовувана не лише у відеоіграх, що використовують паралельну проєкцію, свого часу поширилась у двовимірних рольових відеоіграх, варгеймах та симуляторах будівництва й управління, таких як SimCity, Pokémon і Railroad Tycoon; а також у бойовиках і пригодницьких іграх, таких як ранні The Legend of Zelda та Grand Theft Auto.

### Гра з бічною прокруткою

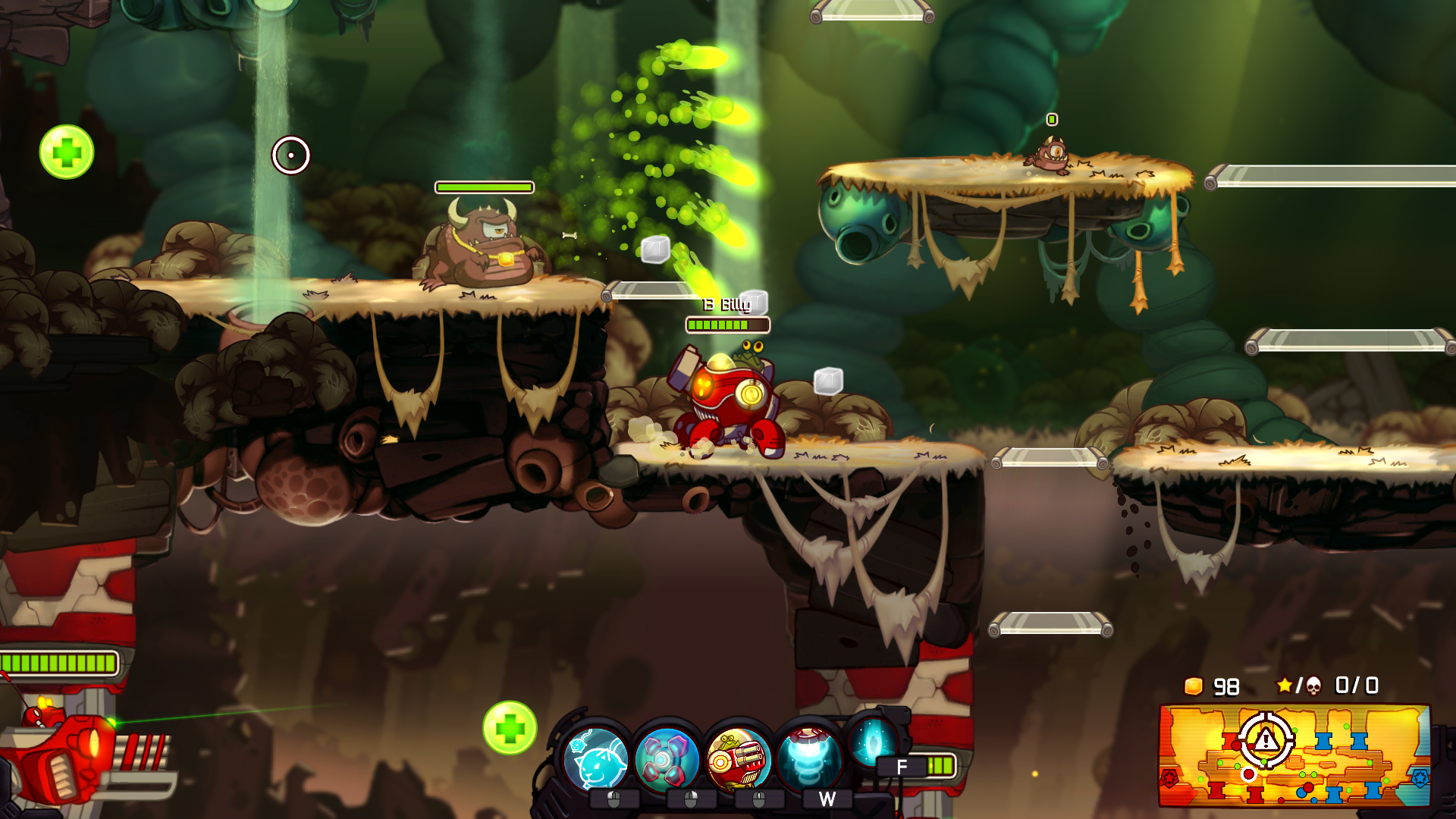
Awesomenauts — це MOBA-гра з бічною прокруткою.

Гра з бічною прокруткою або сайд-скролер — це відеогра, в якій точка зору розташована збоку, а екранні персонажі зазвичай можуть рухатися лише ліворуч або праворуч. Ігри цього типу використовують технологію прокручування комп'ютерного дисплея, а іноді й паралакс прокручування, щоб додає глибини.
У багатьох іграх екран слідує за персонажем гравця таким чином, що персонаж гравця завжди розташований поблизу центра екрана. В інших іграх положення екрана змінюється з урахуванням руху персонажа гравця, так, щоб перед персонажем гравця було більше місця, ніж позаду. Іноді екран прокручується не тільки вперед відповідно до швидкості та напрямку руху персонажа гравця, але й назад до пройдених раніше частин сцени. В інших іграх або сценах екран прокручується лише вперед, а не назад, тож коли сцену буде пройдено, її більше не можна буде відвідати. У таких іграх, як shoot 'em up, як-от R-type, екран прокручується вперед сам зі сталою швидкістю, і гравець має йти в тому ж темпі, намагаючись уникати перешкод і збирати речі, перш ніж вони вийдуть за екран.
Прикладами ігор із бічним прокручуванням є такі платформери, як Sonic the Hedgehog та Ori and the Blind Forest, ігри жанру beat'em up, такі як Double Dragon і Battletoads, а також шутери, такі як R-Type і Jets'n'Guns. Серія Super Mario Bros. в різні періоди використовувала всі три типи бічного прокручування.

### 2.5D, перспектива 3/4 та псевдо-3D
2.5D («два з половиною виміри»), 3/4 перспектива та псевдо-3D — це неофіційні терміни, якими описують графічні проєкції й техніки, які намагаються «підробити» тривимірність, як правило, за допомогою певної форми паралельної проекції з фіксованою перспективою, яка теж розкриває кілька граней об'єкта. Псевдо-3D реалізують за допомогою ізометричної, диметричної, ортографічної проєкцій, білбординг, паралакс прокручування, масштабування, скайбокси тощо. Крім того, тривимірні графічні методи, такі як рельєфне текстурування та паралакс-маппінг, часто використовуються, щоб розширити ілюзію тривимірності без суттєвого збільшення витрат на обчислення, пов'язаних із збільшенням кількості багатокутників.
Ці терміни іноді також застосовують, коли ігровий процес у тривимірній грі примусово обмежено двовимірною площиною.
Прикладами ігор, у яких використано методи псевдо-3D, є Zaxxon, The Sims і Diablo (ізометрична проєкція); Ultima VII і Paperboy (диметрична проєкція); Sonic the Hedgehog і Street Fighter II (паралакс прокручування); Fonz і Space Harrier (масштабування); Half-Life 2 (скайбокси). Окрім ізометричної проєкції, такі ігри, як The Sims і Final Fantasy Tactics, також комбінують попередньо намальовані 2D-спрайти з полігональною графікою в реальному часі замість того, щоб повністю покладатися на 2D-спрайти, як це робиться зазвичай.

## 3D
З появою прискореної тривимірної графіки відеоігри змогли вийти за межі старих технологій двовимірної графіки на основі спрайтів, і надати реалістичніше зображення, ніж їхні попередники. В деяких ранніх проєктах для подання 3D-вигляду з фіксованої (і, отже, з дещо меншими апаратними вимогами) перспективи з обмеженою можливістю переміщення використовували перспективну проєкцію.

### Воксельні рушії
На відміну від використання трикутних сіток, тут використовуються вокселі.

### Фіксована тривимірність
Фіксована тривимірність (англ. Fixed 3D) означає тривимірне подання ігрового світу, де об'єкти переднього плану (тобто ігрові персонажі) зазвичай виводяться в реальному часі на статичному тлі. Головною перевагою цієї техніки є високий рівень деталізації на мінімальному обладнанні. Основним недоліком є те, що система відліку гравця залишається сталою, що не дозволяє гравцям досліджувати навколишнє середовище з різних точок зору.
Тла в іграх із фіксованою тривимірністю, як правило, є попередньо відрендереними двовимірними зображеннями, але іноді вони виводяться в реальному часі (наприклад, у Blade Runner). Розробники SimCity 4 скористалися перевагами фіксованої перспективи, не текстуруючи зворотні сторони об'єктів (і тим самим прискоривши рендеринг), які гравці все одно не могли бачити. Фіксовану тривимірність також іноді використовуюєть для «підробки» ділянок, недоступних для гравців. Legend of Zelda: Ocarina of Time, наприклад, майже повністю тривимірна, але використовує фіксовану тривимірність для показу багатьох інтер'єрів будівель, а також цілого міста (цю техніку скасували на користь повної тривимірності у наступній грі The Legend of Zelda: Majora's Mask). Подібна техніка, скайбокс, використовується в багатьох тривимірних іграх для показу віддалених фонових об'єктів, які не варто виводити в реальному часі.
Фіксовану тривимірність, активно використовувану в жанрі survival horror, вперше помічено в серії Infogrames «Alone in the Dark» на початку 1990-х років, її використано також у Ecstatica. Пізніше Capcom повернула її в серію Resident Evil. З точки зору ігрового процесу між іграми з фіксованою тривимірністю та їхніми двовимірними попередниками невелика різниця. Здатність гравців орієнтуватися всередині сцени все ще обмежена, а взаємодія з ігровим світом зводиться здебільшого до «вкажи і клацни».
Іншими прикладами є серії епохи PlayStation у серії Final Fantasy (Square); рольові ігри Parasite Eve та Parasite Eve II (Square); пригодницькі ігри Ecstatica та Ecstatica II (Andrew Spencer/Psygnosis), а також Little Big Adventure (Adeline Software International); графічна пригода Grim Fandango (LucasArts); 3D Movie Maker (Microsoft Kids).
Попередньо візуалізоване тло також зустрічається в деяких ізометричних відеоіграх, таких як рольова гра The Temple of Elemental Evil (Troika Games) і серія Baldur's Gate (BioWare); хоча в цих випадках форма графічної проєкції не відрізняється.

### Вигляд від першої особи

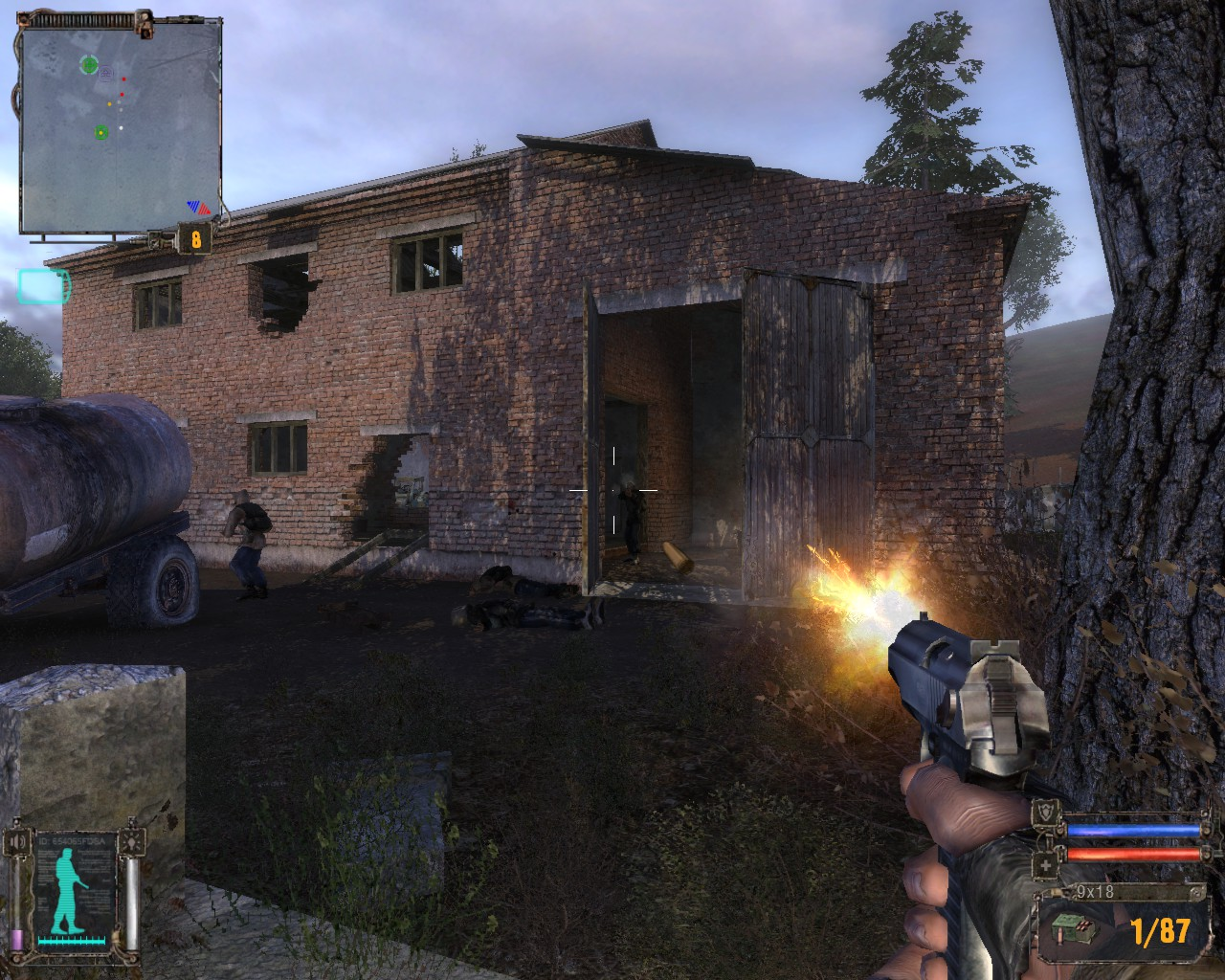
Перспектива від першої особи у STALKER: Shadow of Chernobyl (2007)

Вигляд від першої особи означає графічну перспективу, подану з точки зору ігрового персонажа. Це, зокрема, може бути огляду з кабіни автомобіля. Вигляд від першої особи використовується в багатьох різних жанрах, наприклад, у пригодницьких іграх, авіасимуляторах та шутерах від першої особи.
Ігри з виглядом від першої особи зазвичай ґрунтуються на аватарах, де гра відображає те, що аватар гравця побачив би своїми очима. У багатьох іграх гравці не можуть бачити тіло аватара, хоча можуть бачити його зброю або руки. Цей вигляд також часто використовують для подання поля зору водія транспортного засобу, наприклад, у польотних і перегонових симуляторах; разом, зазвичай, використовують позиційне озвучення, де гучність навколишніх звуків змінюється залежно від їх положення відносно аватара гравця.
Ігри з виглядом від першої особи не вимагають складної анімації для аватара гравця та не потребують реалізації ручної чи автоматизованої схеми керування камерою, як у вигляді від третьої особи. Вигляд від першої особи дозволяє легше прицілюватися, оскільки немає зображення аватара, яке би перекривало поле зору гравця. Однак відсутність аватара може ускладнити визначення часу та відстані, необхідні для перестрибування між платформами, а в деяких гравців може спричинити захитування.
Гравці звикли очікувати від ігор від першої особи точного масштабування об'єктів, однак ключові об'єкти, такі як упущені предмети або важелі, можуть зображатись збільшеними, щоб покращити їх видимість.

### Вигляд від третьої особи
Вигляд від третьої особи означає графічну перспективу, відтворену з точки зору, розташованої на деякій відстані (зазвичай позаду і трохи вище) від ігрового персонажа. Ця точка зору дозволяє гравцям побачити більше деталей аватара і найчастіше зустрічається в бойовиках і пригодницьких іграх. Однак ця точка зору створює деякі труднощі, оскільки коли гравець повертається або стоїть спиною до стіни, камера може смикнутися або опинитися в незручному положенні. Розробники спробували вирішити цю проблему, запровадивши інтелектуальну систему камер або надавши гравцеві контроль над камерою. Існує три основні типи систем камер від третьої особи: «системи фіксованих камер», у яких положення камери встановлюються під час створення гри; «системи камер стеження», в яких камера просто стежить за персонажем гравця; та «інтерактивні системи камер», якими керує гравець.
Прикладами ігор, де використано вигляд від третьої особи, є Super Mario 64, серія Tomb Raider, тривимірні частини серії Legend of Zelda та Crash Bandicoot.

## Інші теми

### Стереографіка
Стереоскопічні відеоігри для створення гравцем сприйняття глибини за допомогою різних стереодисплеїв використовують стереоскопічні технології. Такі ігри не слід плутати з відеоіграми, у яких використовується тривимірна комп'ютерна графіка, яка хоча й містить графіку на екрані, але не створює ілюзії глибини за межами екрана.

### Гарнітура віртуальної реальності

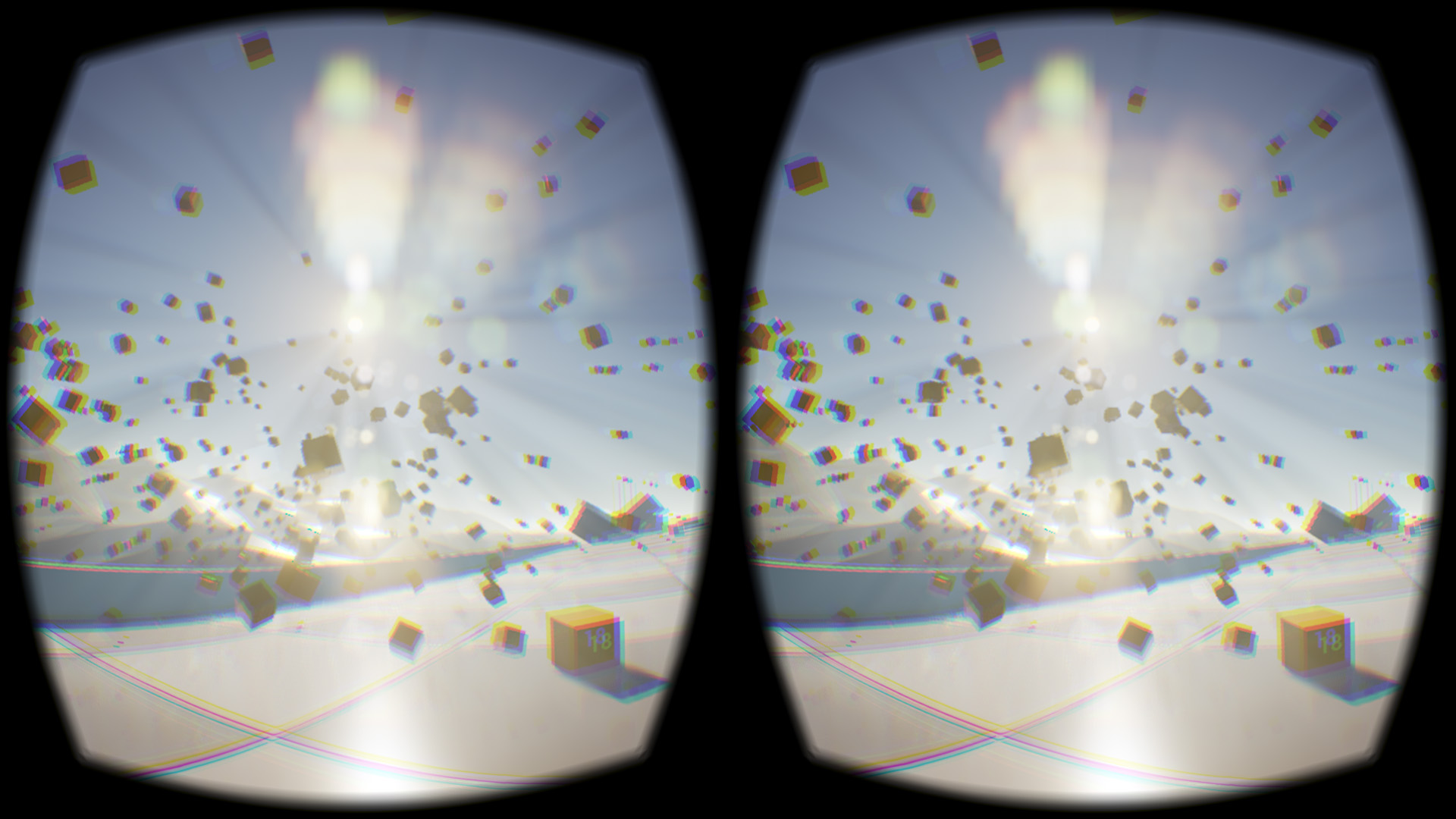
Зображення, отримане з Oculus Rift DK2, демонструє компенсацію спотворення об'єктива та хроматичної аберації.

Графіка для ігор у віртуальній реальності ґрунтується на спеціальному виді стерео 3D-графіки, призначеному для перегляду зблизька. Також зростають вимоги щодо затримки, щоб зменшити ймовірність кіберхвороби.

### Використання кількох моніторів
У багатьох іграх для досягнення дуже високої роздільної здатності дисплея можна використати кілька моніторів. Запуск ігор у такий спосіб може підвищити відчуття занурення, наприклад, під час гри у відеоперегони чи у симуляторі польоту, або надати тактичну перевагу завдяки більшому полю огляду.

### Графіка доповненої/змішаної реальності
В ігровій графіці доповненої або змішаної реальності використовують зображення, які накладаються на зображення реальності, видиме крізь частково прозорі окуляри або зняте за допомогою камери та показане на наголовному дисплеї або інших дисплеях, як-от дисплеї смартфона чи планшета.